# NGC 253
| Galáxia espiral barrada NGC 253 |                                                          |
|                                 |                                                          |
| Dados do catálogo:              |                                                          |
| Classificação do objeto:        | SAB(s)c II                                               |
| Brilho superficial              | 12,9                                                     |
| Massa (Sol=1)                   | ----                                                     |
| Outras denominações:            | UA 13, MCG-04-03-009, ESO 474-G029, PGC 2789, H V-1, etc |

NGC 253 ou Galáxia do Escultor é uma galáxia espiral barrada localizada entre dez e onze milhões de anos-luz (aproximadamente 3,219 megaparsecs) de distância na direção da constelação do Escultor. Possui um diâmetro entre 170.000 e 200.000 anos-luz, uma magnitude aparente de 7,3, uma declinação de -25º 17' 17" e uma ascensão reta de 00 horas,  47 minutos e 33,1 segundos.
A galáxia NGC 253 foi descoberta em 1783 por Caroline Herschel e pertence ao Grupo de galáxias do Escultor.